# Woldemar Friedrich

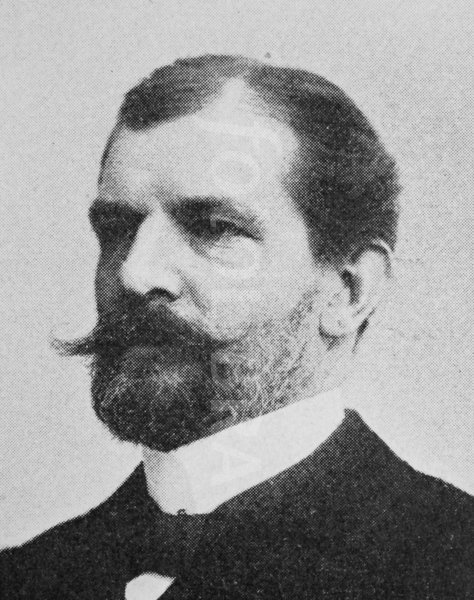
Woldemar Friedrich in den 1890ern

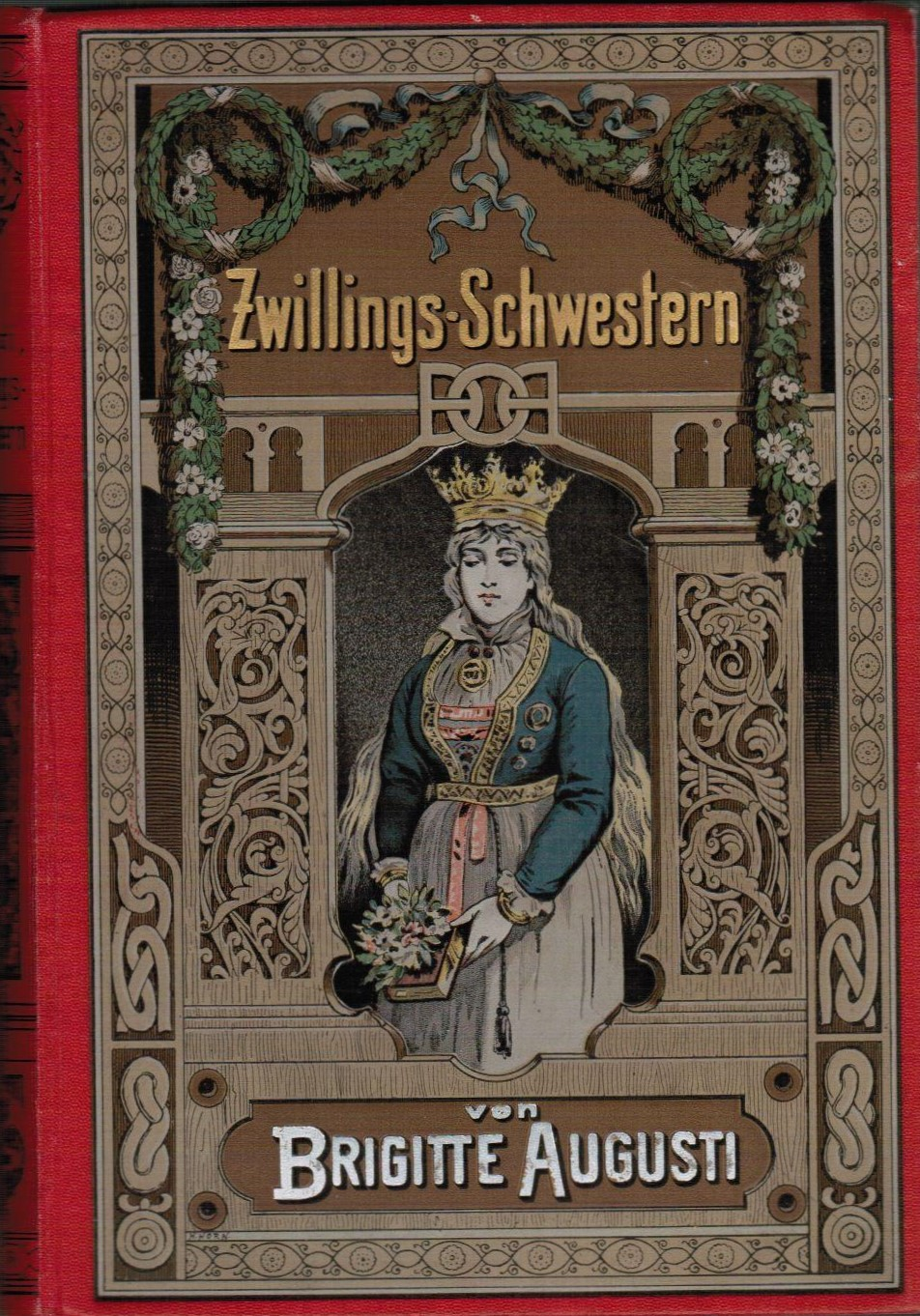
Brigitte Augusti: Zwillings-Schwestern. Erlebnisse zweier deutschen Mädchen in Skandinavien und England. Hirt & Sohn, Leipzig 1891. Mit vielen, teils ganzseitigen Abbildungen von Woldemar Friedrich

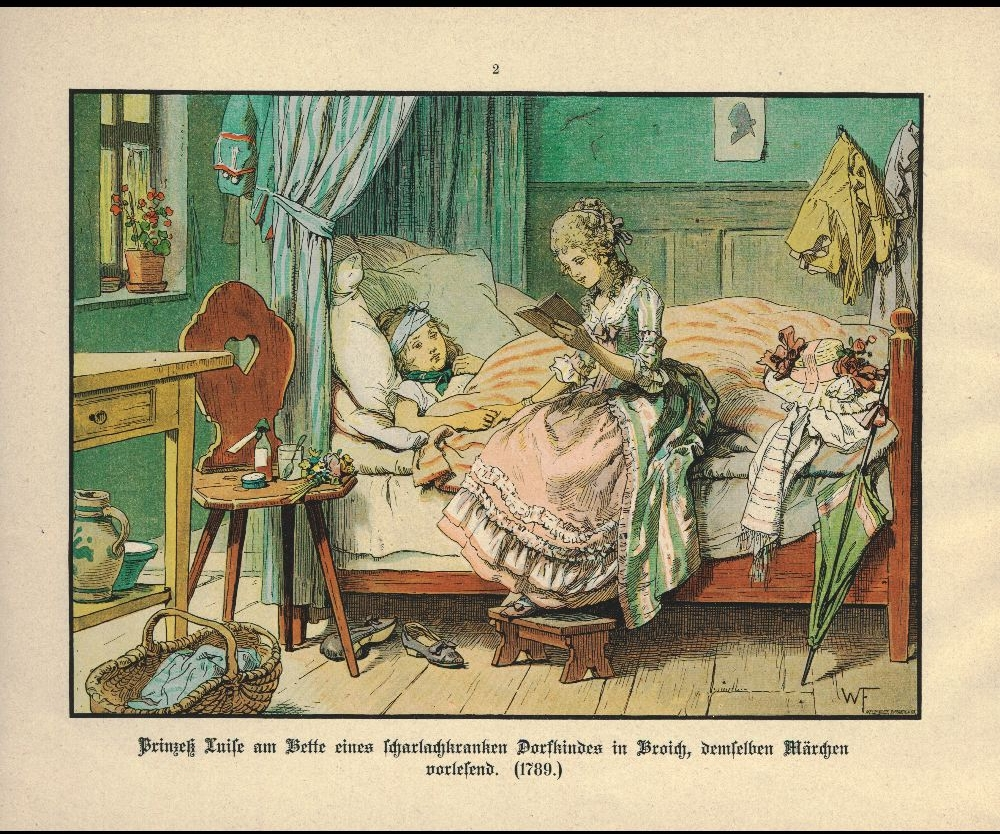
Prinzessin Luise liest einem kranken Kind aus dem Dorf Märchen vor

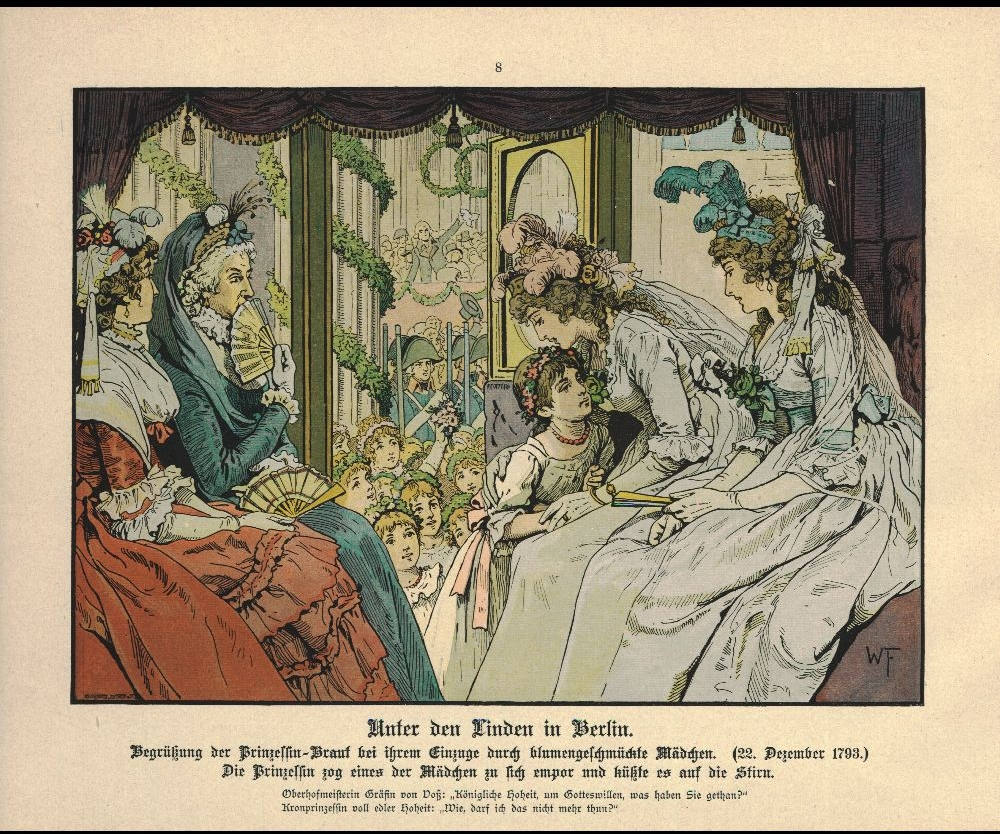
Die Prinzessinnen Luise und Friederike auf dem Weg zur Doppelhochzeit, Unter den Linden. Das Volk ist begeistert, Oberhofmeisterin Gräfin von Voß eher nicht.

Woldemar Friedrich (* 20. August 1846 in Gnadau; † 16. September 1910 in Berlin) war ein deutscher Maler und Illustrator. Er war Mitglied der Willingshäuser Malerkolonie.

## Leben
Friedrich bildete sich seit 1863 auf der Kunstakademie in Berlin bei Carl Steffeck und ging 1865 nach Weimar, wo er seine Studien bei Arthur von Ramberg, Charles Verlat und Bernhard Plockhorst fortsetzte. Im Deutsch-Französischen Krieg von 1870 und 1871 betätigte er sich auch als Zeichner, vor allem für die Zeitschrift Daheim und lieferte die Illustrationen zu Georg Hiltls Werk über den Deutsch-Französischen Krieg. Nach einer Reise nach Italien kehrte er 1873 nach Weimar zurück, wo er teils als Illustrator tätig war, teils dekorative Malereien (unter anderem im Schloss Hummelshain) ausführte und auch einige Genrebilder malte. 1881 wurde er Professor an der Kunstschule in Weimar.
1885 wurde er als Lehrer für das Fach Aktzeichnen an die Kunstakademie in Berlin berufen, wo er im folgenden Jahr mit der Ausmalung der Kuppel im Landesausstellungsgebäude einen Beweis seiner Begabung für die monumentale Malerei ablegte. Er erhielt 1886 die Kleine Goldene Medaille der Berliner Kunstausstellung, bildete ab 1887 Fritz Grotemeyer als Atelierschüler aus und unternahm darauf eine Reise nach Indien, deren Früchte außer einer Reihe von Aquarellen und Gemälden die Illustrationen zu dem Werk Sechs Monate in Indien (Leipzig 1893, mit Text von E. von Leipziger) wurden.
Von seinen späteren dekorativen Malereien sind der Reichstag zu Worms in der Aula des Gymnasiums zu Wittenberg, die allegorischen Gemälde im Buchhändlerhaus in Leipzig (Kunst und Wissenschaft, Buchhandel und Buchdruck) und ein Wandgemälde für das Kreishaus Niederbarnim in Berlin Rückkehr der Bürger von Bernau nach Besiegung der Hussiten im April 1432 hervorzuheben. Friedrich war Mitglied und Lehrer an der Berliner Königlichen Akademie der Künste.
Ab 1898 war Woldemar Friedrich im Auftrag von Ludwig Stollwerck Mitglied der Jury zur Bewertung von Entwürfen aus Preisausschreiben für Stollwerck-Sammelbilder und -Sammelalben. Weitere Preisrichter waren die Professoren Franz Skarbina, Emil Doepler d. J. und Bruno Schmitz aus Berlin sowie ein Teilhaber der Firma Stollwerck.
Beigesetzt wurde Friedrich am 20. September 1910 auf dem Kaiser-Wilhelm-Gedächtnis-Friedhof in Charlottenburg-Westend. Das Grab ist nicht erhalten.

## Illustrierte Bücher
- Georg Hiltl: Der französische Krieg von 1870 und 1871 Bielefeld und Leipzig, Velhagen und Klasing, 1871.
- August Gottlob Eberhard: Hannchen und die Küchlein. Neue Taschen-Ausgabe. 25. Auflage Leipzig, Gebhardt, 1875.
- Karl Immermann: Der Oberhof. Idylle aus dem "Münchhausen", Berlin, Grote 1875.
- Goethe's Werke: Wilhelm Meisters Wanderjahre oder die Entsagenden, Band 13, Berlin, Grote'sche Verlagsbuchhandlung, 1876.
- K. Trebitz: Thiermärchen für sinnige Leser. Wolfenbüttel: Julius Zwißler Verlag 1879
- Hans Hopfen: Mein Onkel Don Juan. 1880.
- Woldemar Friedrich: Goethes Leben In Bildern. Nach der Biographie von G. H. Lewes. In Tuschzeichnungen von Woldemar Friedrich, Professor an der Grossherzoglichen Kunstschule in Weimar, München, Friedrich Adolf Ackermann Kunstverlag, 1885.
- Brigitte Augusti (d. i. Auguste Plehn): Edelfalk und Waldvögelein. Kulturgeschichtliche Erzählungen aus dem 13. Jahrhundert. Hirt & Sohn, Leipzig 1885.
- Brigitte Augusti: Im Banne der freien Reichsstadt. Hirt & Sohn, Leipzig 1886.
- Julius Wolff: Der wilde Jäger. 1887.
- Fedor von Köppen: Der deutsche Reichskanzler Fürst Otto von Bismarck und die Stätten seines Wirkens, Leipzig: Titze 1889.
- Woldemar Schwebel: Die Hohenzollern. Bildnisse der brandenburgisch-preußischen Herrscher, Berlin Grote'sche Verlagsbuchhandlung 1890.
- Brigitte Augusti: Zwillings-Schwestern. Erlebnisse zweier deutschen Mädchen in Skandinavien und England. Hirt & Sohn, Leipzig 1891.
- Brigitte Augusti: Unter Palmen. Schilderungen aus dem Leben und der Missionsarbeit der Europäer in Ostindien. Hirt & Sohn, Leipzig 1893.
- Sechs Monate in Indien. Jagd- und Reisebilder, mit Text von E. von Leipziger. Adalbert Fischer's Verlag, Leipzig 1893.
- Friedrich August Leo: Von vielen kleinen Siebensachen, die Deinen Eltern Sorgen machen. Nürnberg, Ströfer, o. J. (ca. 1895).
- Carl Röchling & Richard Knötel & Woldemar Friedrich: Die Königin Luise in 50 Bildern für Jung und Alt, Paul Kittel (Hrsg.), Berlin, 1896.
- A[nna] Becker: Auf der Wildbahn. Verlag Trowitzsch & Sohn Berlin, 1899.
- Anna Stein (d. i. Margarethe Wulff): Lebensbuch, Winckelmann, Berlin, ca. 1900.
- Johann von Wildenradt: Johann von Renys, der Kampf um die Marienburg. Eine Geschichte aus der Zeit des deutschen Ordens in Preußen, München: Lehmann 1899.
- Karl August Müller: Rübezahl, der Herr des Riesengebirges. Für die Jugend erzählt, Leipzig, Abel & Müller, ca. 1900.